# 立川渓谷

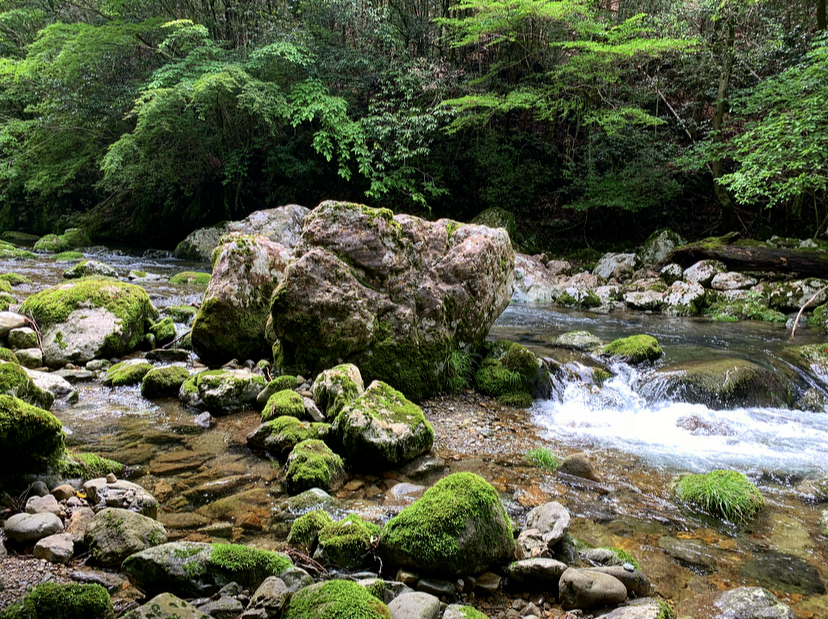
立川渓谷

立川渓谷（たづかわけいこく）は、徳島県勝浦郡勝浦町棚野立川を流れる勝浦川水系の立川に位置する渓谷。延長3km。

## 概要
勝浦川水系の立川がうっそうと茂る木々の間をぬって流れる。夏季は水泳、釣り、キャンプなどを楽しめる。また立川をさかのぼると鳥居ケヤキ、夫婦淵、シルリア紀紅石灰岩、恐竜の里などの見どころが点在する。
日本でも最古といわれる古生代の地層から化石が多数出ており、近年ではジュラ紀の恐竜であるイグアノドンの歯の化石が発見された。とくしま水紀行50選に選定。

## アクセス
- 徳島自動車道「徳島インターチェンジ」から国道11号・国道55号、徳島県道16号徳島上那賀線などを小松島市方面へ車で35km。